# Alex Rufer
Alex Arthur Rufer (Genf, 1996. június 12. –) svájci születésű új-zélandi válogatott labdarúgó, a Wellington Phoenix játékosa.
Bekerült a 2013-as U17-es OFC-bajnokságon, a 2013-as U17-es labdarúgó-világbajnokságon, a 2015-ös U20-as labdarúgó-világbajnokságon és a 2017-es konföderációs kupán részt vevő keretbe.

## Statisztika
| Válogatott | Szezon   | Mérkőzés | Gól |
| ---------- | -------- | -------- | --- |
| Új-Zéland  | 2015     | 2        | 0   |
| Új-Zéland  | 2016     | 0        | 0   |
| Új-Zéland  | 2017     | 2        | 0   |
| Új-Zéland  | 2018     | 2        | 0   |
| Új-Zéland  | 2019     | 1        | 0   |
| Összesen   | Összesen | 7        | 0   |

## Sikerei, díjai
- Új-Zéland U17
  - U17-es OFC-bajnokság: 2013